# Dolichopus nimbatus
Dolichopus nimbatus är en tvåvingeart som beskrevs av Octave Parent 1927. Dolichopus nimbatus ingår i släktet Dolichopus och familjen styltflugor. Inga underarter finns listade i Catalogue of Life.